# L'ultimo degli ingiusti
L'ultimo degli ingiusti (Le Dernier des injustes) è un film documentario francese del 2013 diretto da Claude Lanzmann.
Nel 2013 Lanzmann presenta il film-documentario L'ultimo degli ingiusti. Recuperando la lunga intervista filmata del 1975  al rabbino di Vienna Benjamin Murmelstein, che doveva essere usata nel film Shoah, tratteggia la figura formidabile dell'unico fra i decani dei ghetti d'Europa che fosse sopravvissuto alla Shoah. Il titolo provocatorio attinge alla descrizione che Murmelstein stesso fece di sé: prima dirigente e poi decano degli anziani, egli si trovò ad operare nel campo di concentramento di Theresienstadt - dove morirono di stenti 33.000 ebrei e altri 88.000 furono deportati in altri lager - spacciato dalla propaganda nazista come città modello per gli ebrei ivi reclusi, negli anni dal 1943 al 1945. Processato per collaborazionismo dopo la guerra dai cecoslovacchi e assolto, si stabilì a Roma. Nella capitale italiana Murmelstein incontrò l'ostilità della comunità ebraica locale.
Lanzmann riabilita il personaggio, che emerge come un acuto, intelligente e smaliziato cronista della politica persecutoria nazista. Il suo ruolo di decano era un "potere senza potere": Murmelstein collaborò coi nazisti senza potersi rifiutare, ma quantomeno cercò di rallentare la macchina dello sterminio, con una particolare abilità nel temporeggiare, che il decano stesso nel film definisce simile alla tela di Penelope, aspettando la sconfitta della Germania nazista. La sceneggiatura integrale del documentario è stata stampata in anteprima mondiale in Italia dall'Editore Skira.
Nel 2014, il film è stato candidato per il Premio César per il miglior documentario.